# Campiglossa obsoleta
Campiglossa obsoleta är en tvåvingeart som först beskrevs av Wulp 1900.  Campiglossa obsoleta ingår i släktet Campiglossa och familjen borrflugor. Inga underarter finns listade.